# لیویو لیبرسکو
لیویو لیبرسکو (عبری: ליביו ליברסקו‎؛ ۱۸ اوت ۱۹۳۰ – ۱۶ آوریل ۲۰۰۷) یک دانشمند رومانیایی-آمریکایی در زمینه آیرودینامیک و هواکشسانی بود.